# 天津饭 (龙珠)
天津饭 (日语：天津飯)，是日本漫画家鸟山明的原作漫画《龙珠》系列及其改编原作的动画系列中登场的角色。

## 概要
生于Age733年，身高187cm，体重75kg，兴趣是修行，和饺子打排球，喜欢的食物是饺子和烧卖，喜欢的交通工具是大羊驼和鸵鸟，讨厌软弱的人。
天津饭是鹤仙人的徒弟，饺子的师兄，鹤仙人和龟仙人是死对头，兄天津饭和饺子关系很融洽，和亲兄弟一样。虽然天津饭想成为鹤仙人的弟弟桃白白那样的天下第一杀手，但在第22届天下第一武道会上，开始质疑鹤仙人的教学方法，于是和饺子一起脱离了鹤仙人。天津饭虽然是少数战胜了孙悟空的人物，但之后被赶超。 
特征是拥有三只眼睛，擅长模仿，只要看一次别人的招式就能学会，例如龟仙人的龟派气功，招式有洞洞波，四妖拳，四身拳，绝招是气功炮。
在那美克星篇，以鸟山明全部漫画为对象的角色人气投票中，天津饭排名第11位。
漫画和动画中都没有提到天津饭的种族，天津饭在修行中体会到了从背后长出手臂，或者分身成有实体的四个人，让人无法相信这是地球人的法术，不过根据《龙珠大全集》中的设定，天津饭是宇宙三目人和地球人的混血后裔。

## 名字来源
名字的由来是一种日式中华料理天津饭，鸟山明认为这是很酷的中华料理。

## 性格
刚登场时，因为受到师父鹤仙人的影响，所以态度险恶，不近人情，但基本上是一本正经的性格。后来，为了消灭比克大魔王，给因为被比克大魔王而死的龟仙人和饺子报仇，他带着舍弃生命的觉悟去修炼魔封波，同时也很担心鹤仙人和桃白白的安危，实力和自尊心都很高。对于夺去了自己生命的贝吉塔，他表现出敌意，对于同样曾经敌对的比克，在界王手下修行的时候态度有所变化，比克和天神合体后，一起行动的机会增加了，开始对比克使用敬语表达敬意。
和沙鲁的战斗结束后，天津饭鼓励特兰克斯回到未来继续战斗，动画中，对于失去父亲的孙悟饭，也传达了要珍惜母亲的关怀和鼓励的话语，表达了作为长辈关心晚辈的姿态。
第22届天下第一武道会之后，以野性为理由被金发兰琪迷恋，但天津饭性格上对女性不太关心，动画中除了描写了蓝发兰琪也喜欢天津饭之外，天津饭本身也对兰琪的好意害羞，对于有好感这件事，也不是完全没有的样子。

## 经历
- Age733年，出生。[1][2]
- Age753年，参加第22届天下第一武道会，对孙悟空等人进行嘲笑，反过来被饮茶回击等，两人的关系变得非常险恶。在第一轮比赛中，天津饭把饮茶的左腿打断。在那之后，他受到龟仙人的劝说，并且看到孙悟空的强大后，内心开始质疑鹤仙人的教学方法，并对急着要杀孙悟空的鹤仙人说不想成为杀手了，在纠结的最后脱离了鹤仙流，最后在决赛中以微弱优势获胜。比赛后，他向饮茶队道歉说做了很过分的事情，饮茶队也接受了道歉，以此和解。[2]
- 武道会之后，和龟仙人他们一起行动，为了封印出现的比克大魔王，修得了魔封波。但是，封印用的电饭锅因为反复练习而破裂，所以没有使用，在动画中，天津饭比克大魔王使用了魔封波，却被比克大魔王的手下多拉姆挡住，在多拉姆被封印之前比克大魔王把电饭锅破坏了。
- Age756年，参加第23届天下第一武道会。，在第一场比赛中，轻松打败师叔桃白白，但半决赛时输给了孙悟空。
- Age761年，赛亚人来袭前，和饺子，克林，饮茶，亚奇洛贝一起在神殿修行。
- Age762年11月3日，参加了对抗赛亚人贝吉塔和那巴的战斗，尽管他毫不费力地消灭了栽培人，但在与那巴的战斗中左臂被打断，饺子试图自爆和那巴同归于尽，但是没有用，天津饭用最后的力气使出气功炮攻击那巴，但没有用，最终力竭而死。之后，天津饭在界王星和饮茶，饺子，比克一起进行修行。
- Age763年9月10日，用那美克星的龙珠和饺子一起复活。
- Age764年，弗利萨袭击地球时，和饺子一起赶到。之后，为了准备和三年后的人造人战斗，和饺子一起开始修行。
- Age767年，与人造人战斗，一度败给了人造人17号，之后终极人造人沙鲁出现。天津饭最初在龟仙屋待命，为了帮助比克而前往。比克被已经吸收了人造人17号的沙鲁重创，天津饭及时出现用新气功炮暂时阻止了沙鲁。在孙悟饭和沙鲁的决战中，天津饭也出手相助，加速了沙鲁的败亡。
- Age774年，在孙悟饭大战魔人布欧时登场，虽然受到魔人布欧的攻击而昏厥，但在动画中被丹迪救活，之后由于小布欧毁灭了地球而和大部分地球人一起死亡，但很快通过那美克星的龙珠复活，动画中描绘了和饺子一起把元气给孙悟空的场面。
- 在《龙珠超》动画原创剧情中，鹤仙人的女徒弟由琳登场，武功虽然不强，但是会使用妖术，和天津饭等人起了冲突，最后化敌为友，在天津饭的道场里修行。此外，亦受孫悟空邀請，代表第七宇宙的十人團隊，參加力之大會。

## 战斗招式
舞空术
通过控制全身的气飞行，鹤仙流独创的飞行术，后来几乎所有的战士都学会了。
洞洞波
鹤仙流的绝招，为鹤仙人所创造的技能，其威力和龟派气功不相上下，桃白白曾经对孙悟空使用过，在第22届天下第一武道会上饺子对克林也使用过。
太阳拳
将双手放在额头上，让气强烈发光并发射强光，让对手暂时失明，这是天津饭自创的招数，因为不是鹤仙流的招数，所以第一次使用时被称为新鹤仙流，后来几乎所有的战士都学会了。
气功炮
鹤仙流的绝密招式，是从双手中一口气释放全身能量，威力巨大，但非常危险，是一种削减自己生命的危险招数，龟仙人愤怒地说鹤仙人竟然连这么危险的招数都敢教。使用时将张开的双手的手指重叠起来，留下四方的瞄准框。在第22届天下第一武道会上天津饭第一次对孙悟空使用，使用前反复警告孙悟空这个招式太危险，一定要躲开，而后擂台一瞬间消失，并在地下深深地开了一个洞，好在孙悟空听从了天津饭的警告躲开了。在第23届天下第一武道会上，比克将周围毁坏，为了确保安全，天津饭用气功炮在地面上打了个避难洞。赛亚人篇中，天津饭单手就可以使出这个招数，天津饭用这个招式攻击了那巴，但没有用，而且自己也因为力竭而死。在魔人布欧篇中，天津饭对魔人布欧也使用此招，但没有用。
新气功炮
气功炮的升级版，威力更大，可以连发，原作中约有10发，动画中约有30发，天津饭曾经对第二形态的沙鲁使用过，虽然没有造成实质性伤害，但成功争取了时间，延缓了沙鲁变成完全体的速度。

## 战斗力
第22届天下第一武道会时：180
和孙悟空战斗的时候。
赛亚人来袭前：250
根据布尔玛测量数值，比克林强，但不如比克。
赛亚人之战：1830
通过在神殿的修行，战斗力提升。